# 산드로 코이스
산드로 코이스(이탈리아어: Sandro Cois, 1969년 3월 31일 ~ )는 은퇴한 이탈리아의 축구 선수이다. 그는 현역 시절에 주로 수비형 미드필더로서 활약하였다.

## 선수 경력
그는 토리노와 피아첸차등 여러 클럽에서 뛰었다. 그는 아마도 90년대 후반 지칠줄 모르게 뛰며 집요한 플레이를 보여주며 팬들을 얻은 피오렌티나에서 뛰던 시절에 가장 잘 알려졌으며, 후이 코스타와 도메니코 모르페오 같은 플레이메이커들을 돋보이게 하던 중요한 선수였다.
이 시기에 이탈리아 축구 국가대표팀에 뽑히게 되었고 1998년 FIFA 월드컵에도 참고하였지만, 정기적인 출전을 하지 못하며 단 두 경기 출전에 그쳤다.

## 수상 경력
토리노
- 코파 이탈리아: 1993
- 수페르코파 이탈리아나: 준우승 1994
- 세리에 B: 1989-90
- UEFA컵: 준우승 1992
- 미트로파컵: 1991
- 메모리얼 피어 체사레 바레티: 1990, 준우승 1993

피오렌티나
- 코파 이탈리아: 1996, 2001
- 수페르코파 이탈리아나: 1996, 준우승 2001